# Stig Rästa
Raul-Stig Rästa, estonski pevec, besedilopisec *24. februar 1980

## Kariera
Med letoma 2002 in 2006 je z Ithako Mario in Tomijem Rahulo ustanovil skupino Slobodan River. Od leta 2006 igra v skupini Traffic, od leta 2010 pa tudi v Outloudzu. Leta 2011 je bil tekmovalec v peti sezoni oddaje Let's Dance. Tekmoval je v paru s Karino Vesman s katero sta končala na četrtem mestu.
Rästa je večkrat poskušal zastopati Estonijo na Pesmi Evrovizije. S skupino Slobodan River je sodeloval na Eurolaulu 2003 in 2004, nato s Traffic na Eurolaulu 2008 in Eesti Laulu 2009, 2012, 2014, 2020, leta 2011 pa se je uvrstil na drugo mesto z  Outloudzom na Eesti Laulu 2011.
Rästa se je na Eesti Laul 2015 prijavil v duetu s Elino Born s pesmijo uvrstil s pesmijo »Goodbye to Yesterday«. Prebila sta se vse do finala v katerem sta prepričljivo zmagala saj sta v superfinalu dobila 79% glasov občinstva. Tako sta pridobila pravico za zastopanje Estonije na Pesmi Evrovizije 2015. Na Pesmi Evrovizije sta nastopila 19. maja v prvem predizboru, kjer sta zasedla 3. mesto s 105 točkami. V finalu sta zasedla 7. mesto s skupno 106 točkami. 
Naslednje leto je bil soavtor pesmi »Play« s katero je Jüri Pootsmann zastopal Estonijo na Pesmi Evrovizije 2016. Vendar je tekmovanje končal v polfinalu, kjer je zasedel zadnje mesto.
Leta 2017 je napisal glasbo za Elino Born za na Eesti Laul 2017. V finalu je zasedla 10. mesto s pesmijo »In or Out«.  Leta 2018 je na Eesti Laul, nastopil sam s pesmijo »Home« kjer je zasedel drugo mesto.  Naslednje leto je bil soavtor pesmi »Storm« s katero je Victor Crone zastopal Estonijo na Pesmi Evrovizije 2019 in se s 76 točkami uvrstila na 20. mesto v finalu. Leta 2022 je spet sodeloval na Eesti Laul s pesmijo »Interstellar«, kjer se je v finalu uvrstil na 9. mesto.

## Diskografija

### Pesmi
- »Goodbye to Yesterday« (2015)
- »Home« (2018)
- »Interstellar« (2022)